# Max von Laue
Max Theodor Felix von Laue (Pfaffendorf, bij Koblenz, 9 oktober 1879 – Berlijn, 24 april 1960) was een Duits natuurkundige en met name kristallograaf. In 1914 werd hij onderscheiden met de Nobelprijs voor de Natuurkunde voor zijn ontdekking van de verstrooiing van röntgenstraling door kristallen.

## Biografie
Max von Laue werd geboren als zoon van Julius Laue en Minna Zerrenner. In 1913 werd zijn familie in de adelstand verheven en veranderde de achternaam in Von Laue. Hij genoot zijn opleiding aan het gymnasium in Straatsburg, waar hij in 1898 slaagde. Na een jaar militaire dienst begon Von Laue aan een studie wiskunde, natuurkunde en scheikunde aan de Universiteit van Straatsburg. Daarna bezocht hij de universiteiten van Göttingen en München om zich daarna in de groep van Max Planck in Berlijn te vestigen. In Göttingen werd hij sterk beïnvloed door fysici zoals Woldemar Voight en Max Abraham en de wiskundige David Hilbert.
Hij promoveerde in Berlijn in 1903, en werkte daarna nog twee jaar in Göttingen. In 1905 kreeg hij een baan aangeboden als assistent van Max Planck in Berlijn waar hij aan stralingsvelden en coherent licht werkte. In 1906 voltooide hij aan de Ludwig Maximilians-Universiteit van München onder Arnold Sommerfeld zijn habilitatie. Hij werkte daarna nog als privaatdocent aan de universiteit van München, en als professor in de natuurkunde in Zürich (1912), Frankfurt (1914) en Würzburg. In Würzberg werkte hij in de periode van de Eerste Wereldoorlog samen met Wilhelm Wien aan de ontwikkeling van betere vacuümbuizen ten behoeve van telefonie en draadloze communicatie. In 1919 werd hij professor in Berlijn en daar bleef hij 25 jaar. Ook daarna heeft Max von Laue nog veel verschillende functies vervuld.
Hij ging met pensioen in 1958 maar daarna bleef hij actief werken tot na zijn tachtigste verjaardag. Hij stierf aan de gevolgen van een auto-ongeluk op 8 april 1960.

## Werk
Het was in München dat Von Laue zijn belangrijkste ontdekking deed. In 1912 bedacht hij dat een kristal met zijn driedimensionale translatiesymmetrie als een natuurlijk rooster kon dienen voor elektromagnetische straling van de gepaste golflengte; equivalent aan experimenten die waren gedaan met zichtbaar licht aan een tralie. Zijn eerste experimenten verrichtte hij door röntgenstraling op kristallen van kopersulfaat te laten vallen. Hiermee werd zowel het golfkarakter van deze stralen als de roosterstructuur van kristallen bevestigd. Voor dit werk ontving hij in 1914 de Nobelprijs voor de Natuurkunde. Hij heeft daarmee de fundamenten gelegd voor de röntgendiffractie. De polychromatische röntgendiffractie aan kristallen draagt zijn naam: de Lauediffractie. Het werk van Von Laue leidde tot een belangrijke vernieuwing in de kristallografie. Dankzij zijn methode werd het mogelijk om de positie van atomen in een kristal zeer precies te bepalen. Dit legde de basis voor het toekomstige werk van Peter Debye, William Lawrence Bragg en zijn zoon William Henry Bragg en anderen.
Daarnaast leverde Von Laue belangrijke bijdragen voor problemen op het gebied van de supergeleiding, die hij deed toen hij hoogleraar theoretische fysica was aan de Berlijnse universiteit. Rond dezelfde tijd studeerde Walther Meissner aan het Physikalisch-Technische Reichsanstalt (PTR) in Berlijn. Een belangrijke bijdrage was zijn verklaring, in 1932, van het feit dat het kantelpunt van het aangelegde magnetisch veld die supergeleiding tenietdoet varieert met de vorm van het lichaam doordat het magnetisch veld wordt vervormd door de superstromen die in het oppervlak van het supergeleidende metaal worden opgewekt. Zijn theorie werd bevestigd en opende de weg voor Meissners opvolgende ontdekking dat een supergeleider een extern magnetisch veld elimineert in het lichaam en vormde het basisidee voor de theorie van supergeleiding van Fritz London en Heinz London. Samen met de gebroeders London publiceerde Von Laue in 1935 een artikel hierover alsmede tussen 1932 en 1947 twaalf artikelen en een boek.

## Nazi-Duitsland
Nadat de nationaalsocialisten in Duitsland aan de macht kwamen, bekritiseerde von Laue openlijk de Duitse houding jegens "Joodse natuurkundigen" en bleef hij in contact met zijn uitgeweken joodse collega's. De hetze van zijn Duitse collega's, en dan met name van Nobelprijswinnaar Johannes Stark, tegen de relativiteitstheorie van Albert Einstein vergeleek hij met de vervolging van Galileo Galilei uit de zeventiende eeuw door de Katholieke kerk.
In de Tweede Wereldoorlog weigerde hij mee te werken aan het atoomprogramma van de nazi's. Om zijn weerzin tegen de nazi's te uiten ging hij nooit de straat op zonder een pakketje onder elke arm. Dat gaf hem het excuus om de Hitlergroet niet te hoeven brengen. Intussen schreef hij het gerespecteerde boek "Geschichte der Physik" over de geschiedenis van de natuurkunde. Na de Duitse capitulatie werd Von Laue door de geallieerde strijdkrachten gezien als een eminent Duitse geleerde en werd hij door de Alsosgroep gearresteerd, en samen met  andere  Duitse wetenschappers vastgezet op Farm Hill in het Verenigd Koninkrijk.
Na de oorlog was Von Laue actief betrokken bij het herstel van de Duitse wetenschap. In 1951 werd hij directeur van het Fritz-Haber-Instituut van het Max-Planck-Gesellschaft für Physikalische Chemie und Elektrochemie te Berlin-Dahlem.

## Erkenning
Onder de vele eerbewijzen en onderscheidingen waarmee hij werd bekroond, bevonden zich de Ladenburg-medaille, de Max Planck-medaille (1932), de Matteucci Medal (1914) en van de Oost-Berlijnse Academie van Wetenschappen de Helmholtz-medaille (1959). In 1952 werd hij geridderd met de Orde Pour le Mérite, in 1953 ontving hij het Grote Kruis van Verdienste met Ster en in 1957 werd hij benoemd tot Officier van het Franse Legioen van Eer.

## Werk
- Das Relativitätsprinzip (1911)
- Die Theorien der Radiologie (1925)
- Röntgenstrahl-Interferenzen (1941)
- Materiewellen und ihre Interferenzen (1944)
- Geschichte der Physik (1946)
- Theorie der Supraleitung (1947)
- Gesammelte Schriften und Vorträge (1961, postuum)